# Machilus gracillima
Machilus gracillima är en lagerväxtart som beskrevs av Woon Young Chun. Machilus gracillima ingår i släktet Machilus och familjen lagerväxter. Inga underarter finns listade i Catalogue of Life.